# Chiesa di San Biagio (Marciana)
La chiesa di San Biagio è un edificio di culto del XII secolo nel comune di Marciana, all'Isola d'Elba.

## Storia e descrizione
È un piccolo edificio in stile romanico, i cui ruderi si trovano in località Le Monacelle, sopra un contrafforte del massiccio del Monte Capanne (il Colle di Tutti) che termina nella vallata di Pomonte. Ne rimangono pochi resti, il meglio conservato dei quali è il fianco destro, insieme a bozze del catino absidale in calcarenite dell'isola di Pianosa. L'edificio, nelle cui vicinanze furono rinvenute alcune sepolture in lastre di granodiorite, è in diretto rapporto visivo con la chiesa di San Bartolomeo e con il villaggio medievale di Pedemonte.
Leggende popolari narrano di favolosi tesori rinvenuti nei pressi dei ruderi della chiesetta.